# Skalino (dieriewnia)
Skalino (ros. Скалино) – wieś w Rosji, w rejonie grazowieckim obwodu wołogodzkiego. W 2002 liczyła 37 mieszkańców, z kolei w 2010 populacja miejscowości wynosiła 9 osób.